# Stile rappresentativo

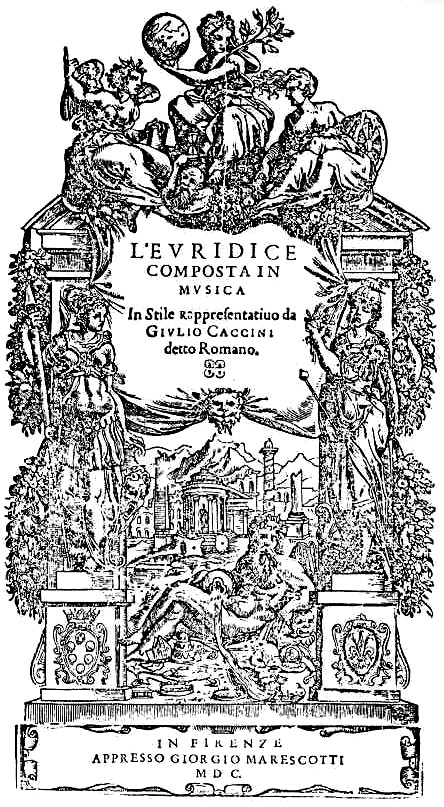
Okładka Eurydyki Cacciniego

Stile rappresentativo, stile nuovo, stile moderno, stile monodico, stile recitativo – terminy używane w literaturze muzycznej od początku XVII wieku na określenie stylu muzycznego wczesnej opery, którego cechą charakterystyczną była dramaturgia partii wokalnych. Termin stile rappresentativo po raz pierwszy pojawił się w druku na okładce libretta Eurydyki Giulia Cacciniego. Styl był realizacją koncepcji estetycznej promowanej przez cameratę florencką, która nawiązywała do muzyki starożytnej Grecji i poglądów Platona na muzykę. Jego emanacją była śpiewna, teatralna deklamacja, która wkrótce wykrystalizowała się w dwie formy wokalne: recytatyw oraz arię. Ze stile rappresentativo narodziły się pierwsze opery (dramma per musica), a za jej najwybitniejszego przedstawiciela uznaje się Claudio Monteverdiego. Poza nim, stile moderno (nazywanemu tak dla przeciwstawienia palestrinowskiemu stile antico) uprawiali m.in. Jacopo Peri, Giulio Caccini oraz Emilio de’ Cavalieri.